# 프루시아스 1세

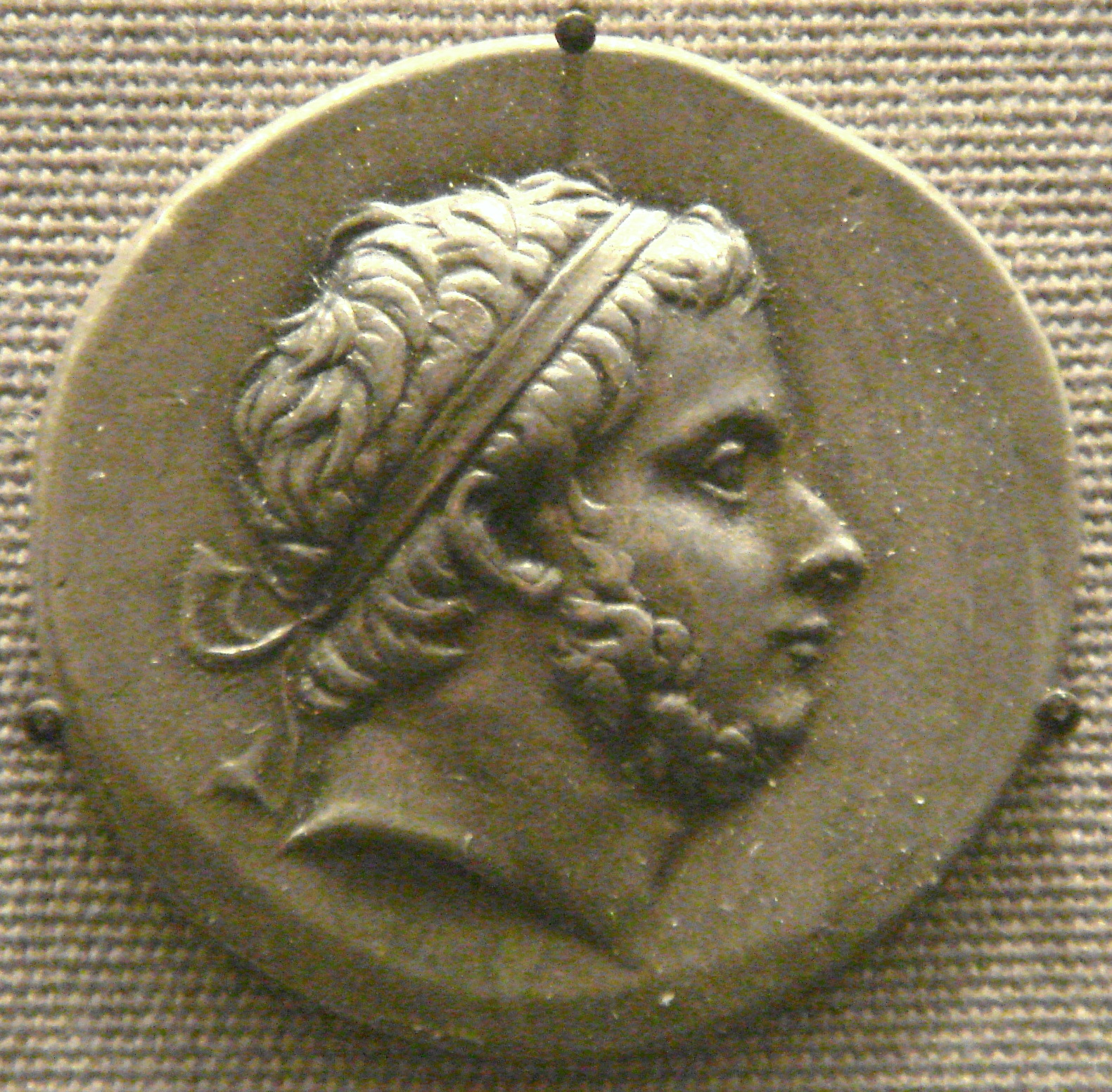
프루시아스 1세의 테트라드라크마 (성년 및 수염난 모습). 대영박물관.

프루시아스 1세 콜로스(고대 그리스어: Προυσίας ὁ Χωλός]; 기원전 243년경 – 기원전 182년)는 비티니아의 국왕으로, 기원전 228년경부터 기원전 182년까지 재위했다.

## 생애 및 재위
프루시아스는 활발하고 활동적인 지도자였으며. 그는 비잔티움과 전쟁을 벌여 (기원전 220년), 오랜 기간 비잔티움의 영토였던 미시아의 일부에 해당하는 아시아 영토를 차지하였다. 이후, 프루시아스는 니코메데스 1세가 아리스바 지역으로 보스포로스 해협을 건너 초청한 갈라티아인들을 격퇴시키고, 이들의 여자들과 아이들을 모두 처형하고 병사들에게는 이들의 짐을 약탈하도록 하였다.
그의 재위 어느 시기에, 프루시아스는 마케도니아의 데메트리오스 2세와 결혼 동맹을 맺으며, 데메트리오스의 딸 아파마를 아내로 맞이했다.
프루시아스는 페르가몬의 아탈로스 1세 및 흑해 지역의 헤라클레아 폰티카와 지속적인 전쟁으로 비티니아의 영토를 팽창시켰으며, 헤라클레아인들이 갖고 있던 여러 도시들을 차지하면서, 그 중 하나를 본인의 이름을 따 프루시아스라 명명했다. 헤라클레아 폰티카를 포위하는 동안, 프루시아스는 포위 측에 많은 피해를 입혔다. 그는 사다리를 타고 오르다가, 돌을 맞고 다리가 부러지고 말았는데 헤라클레아 포위는 그의 부상으로 인해 해제되고 말았다. 이 부상에서 그에게 '불구자'라는 별명이 생겼을 것이다. 그는 필리포스 5세의 사위이기도 하였다. 마케도니아의 필리포스 5세는 기원전 202년에 키오스와 미를레이아 등 항구를 수여하였다. 프루시아스는 이 도시들을 프루시아스 및 아파메이아로 이름을 다시 지었다. 프루시아스 1세는 본인을 위해 해상에서 아탈로스 왕가를 상대로 기묘한 책략을 성공적으로 사용했던 한니발에게 피난처를 제공했음에도 안티오코스와 동맹을 거절하며 로마 공화정의 안티오코스 3세와 전쟁에서 중립으로 남아 있었다. 그는 기원전 183년 키지코스에서 추정상 에우메네스 2세와 평화 조건에 조인했다. 아파마는 프루시아스 1세 사이에서 그의 뒤를 물려받은 프루시아스 2세를 낳았다.
그가 재건한 프루사 (현재 터키의 부르사)는 프루시아스에서 명명된 것이다.

## 같이 보기
- 프루시아스 아드 히피움 - 터키 뒤즈제주의 고대 도시

## 참고 문헌
- Habicht, Christian, s.v. Prusias I., RE. Bd. ХХШ, 1. 1957